# 歐可耶桃仁花
歐可耶桃仁花（日语：／ Okoe Monika，1999年2月7日—）生于东京都，是一名日本女子篮球运动员，场上位置是小前锋。桃仁花的父亲是尼日利亚人，母亲是日本人，哥哥瑠偉则是棒球选手。桃仁花小学三年级时开始练习呼啦舞，小学六年级时，她学校的女子篮球队因可上场人数不足而邀请她临时入队参赛，结果她获得比赛的最有价值选手，这之后，桃仁花的母亲希望她改练篮球，起初桃仁花表示自己希望继续练呼啦舞，但最终在母亲的强硬要求之下，她只得放弃呼啦舞，开始练习篮球。2018年，桃仁花入选日本国家队，并在同年首次代表国家队参赛。